# Strelitzia
Strelitzia Banks è un genere di piante erbacee appartenente alla famiglia delle Strelitziaceae, originario dell'Africa australe.

## Descrizione
Comprende specie dalle grosse radici e grandi foglie persistenti. La specie più coltivata come pianta ornamentale è  Strelitzia reginae originaria del Sud Africa, a crescita lenta, con grosse radici e grandi foglie persistenti, erette, coriacee, ovali e allungate, con fiori dalla forma particolare, portati alla sommità di steli alti come le foglie (fino a 2 m), e che spuntano in sequenza per lunghi periodi da una spata dalla caratteristica forma a becco di airone, sono di colore arancio, giallo o blu intenso; altra specie da ricordare è Strelitzia nicolai originaria del Sudafrica, a crescita moderata, alta fino a 8 m grazie al falso tronco formato dalla base delle foglie, simili a quelle del banano, lunghe fino a tre metri con la lamina di circa 1,5 m, fiori riuniti in infiorescenze simili al becco di un airone di colore dal purpureo al bluastro scuro.
Il frutto è una capsula triloculare, all'interno della quale si formano i semi di colore nero con la parte esterna piumosa e colorata.

## Tassonomia
Il genere Strelitzia comprende le seguenti specie:
- Strelitzia alba (L.f.) Skeels
- Strelitzia caudata R.A.Dyer
- Strelitzia juncea Andrews
- Strelitzia nicolai Regel & Körn.
- Strelitzia reginae Banks

## Usi
Pianta di origine tropicale, viene coltivata in serra o nei giardini nelle zone riparate dal gelo, dove forma cespugli folti e robusti; le piante coltivate in vaso raggiungono il metro d'altezza e fioriscono non prima dei 5 anni d'età. Nella floricoltura industriale, specialmente in Liguria e nel Lazio, viene utilizzata per la produzione del fiore reciso.

## Coltivazione
Pianta facile da coltivare, a lento accrescimento, richiede ambienti caldi e soleggiati, ombreggiati nei periodi più caldi, terreno di medio impasto, fertile e con buona umidità estiva, concimazioni 2 volte al mese con fertilizzante liquido nella bella stagione, mensilmente d'inverno, innaffiature regolari e negli appartamenti pulire regolarmente le foglie con una spugnetta umida, nelle coltivazioni in piena terra prevedere l'uso di serre mobili nel periodo invernale, per le piante coltivate in vaso, rinvasare o rinterrare annualmente.
Si rinvasa ogni anno fino al raggiungimento del quinto anno di età dopo di che non va più rinvasata ma si rimuove semplicemente il terriccio superficiale e si sostituisce con del terriccio fresco.
Si moltiplicano con la semina o con la divisione dei cespi.